# Liste der Bodendenkmäler in Staudach-Egerndach
Auf dieser Seite sind die Bodendenkmäler in der oberbayerischen Gemeinde Staudach-Egerndach zusammengestellt. Diese Tabelle ist eine Teilliste der Liste der Bodendenkmäler in Bayern. Grundlage ist die Bayerische Denkmalliste, die auf Basis des Bayerischen Denkmalschutzgesetzes vom 1. Oktober 1973 erstmals erstellt wurde und seither durch das Bayerische Landesamt für Denkmalpflege geführt wird. Die folgenden Angaben ersetzen nicht die rechtsverbindliche Auskunft der Denkmalschutzbehörde.

## Bodendenkmäler der Gemeinde
| Lage                          | Objekt | Akten-Nr.     | Bild                                                      |
| ----------------------------- | --- | ------------- | --------------------------------------------------------- |
| Staudach-Egerndach (Standort) | Burgstall des hohen und späten Mittelalters (Hohenstein). Siehe auch: Burgstall, Burgstall Hohenstein (Staudach-Egerndach)                                                                            | D-1-8240-0017 |                                                           |
| Staudach-Egerndach (Standort) | Untertägige mittelalterliche und frühneuzeitliche Befunde im Bereich der Katholischen Filialkirche St. Andreas in Egerndach und ihres Vorgängerbaus.                                                  | D-1-8240-0140 | Untertägige mittelalterliche und frühneuzeitliche Befunde |
| Staudach-Egerndach (Standort) | Höhensiedlung vor- und frühgeschichtlicher Zeitstellung, unter anderem der Bronzezeit, der Urnenfelderzeit und der römischen Kaiserzeit. Siehe auch: Bronzezeit, Urnenfelderzeit, Römische Kaiserzeit | D-1-8240-0151 |                                                           |